# Ambilight

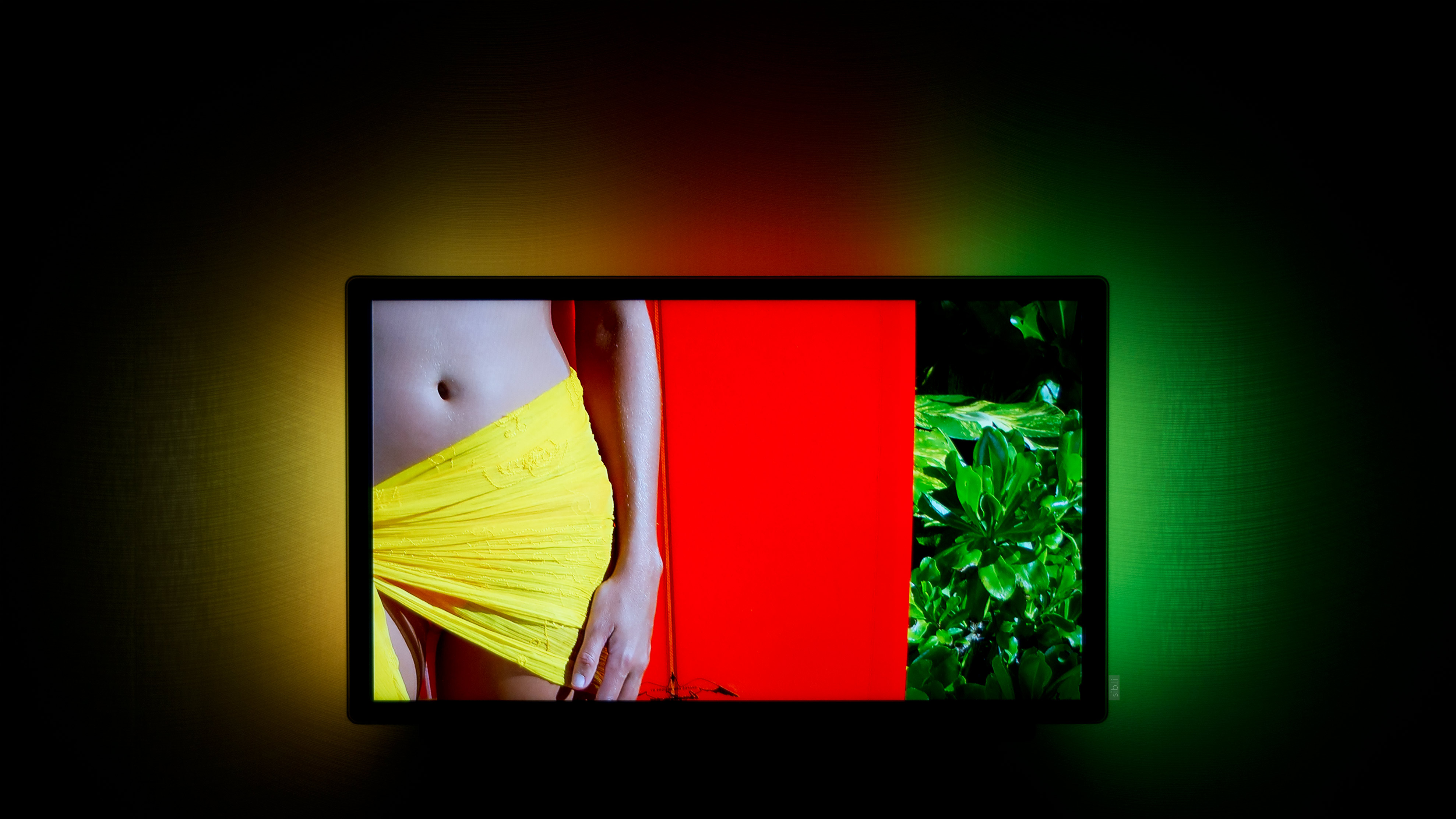

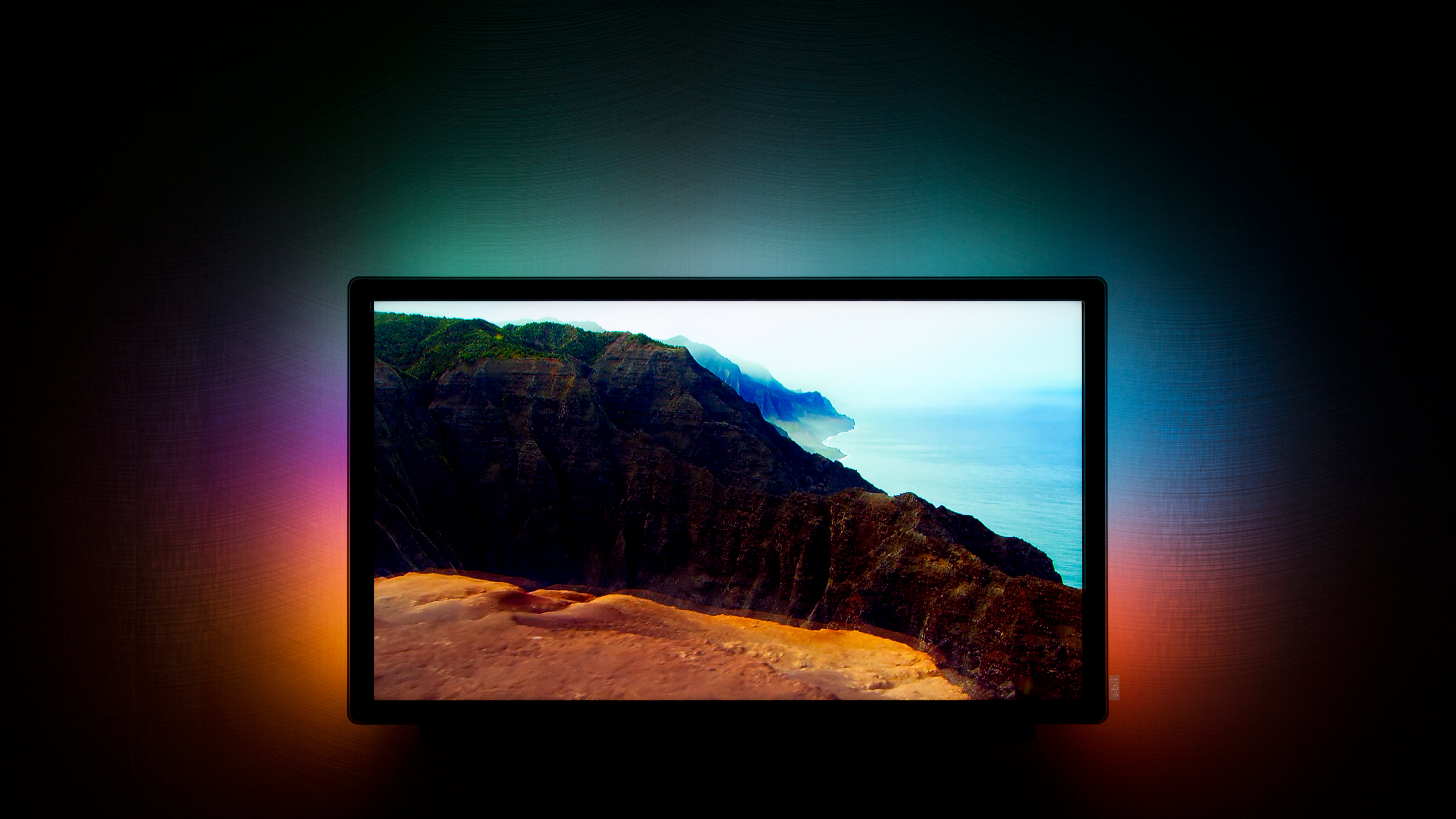

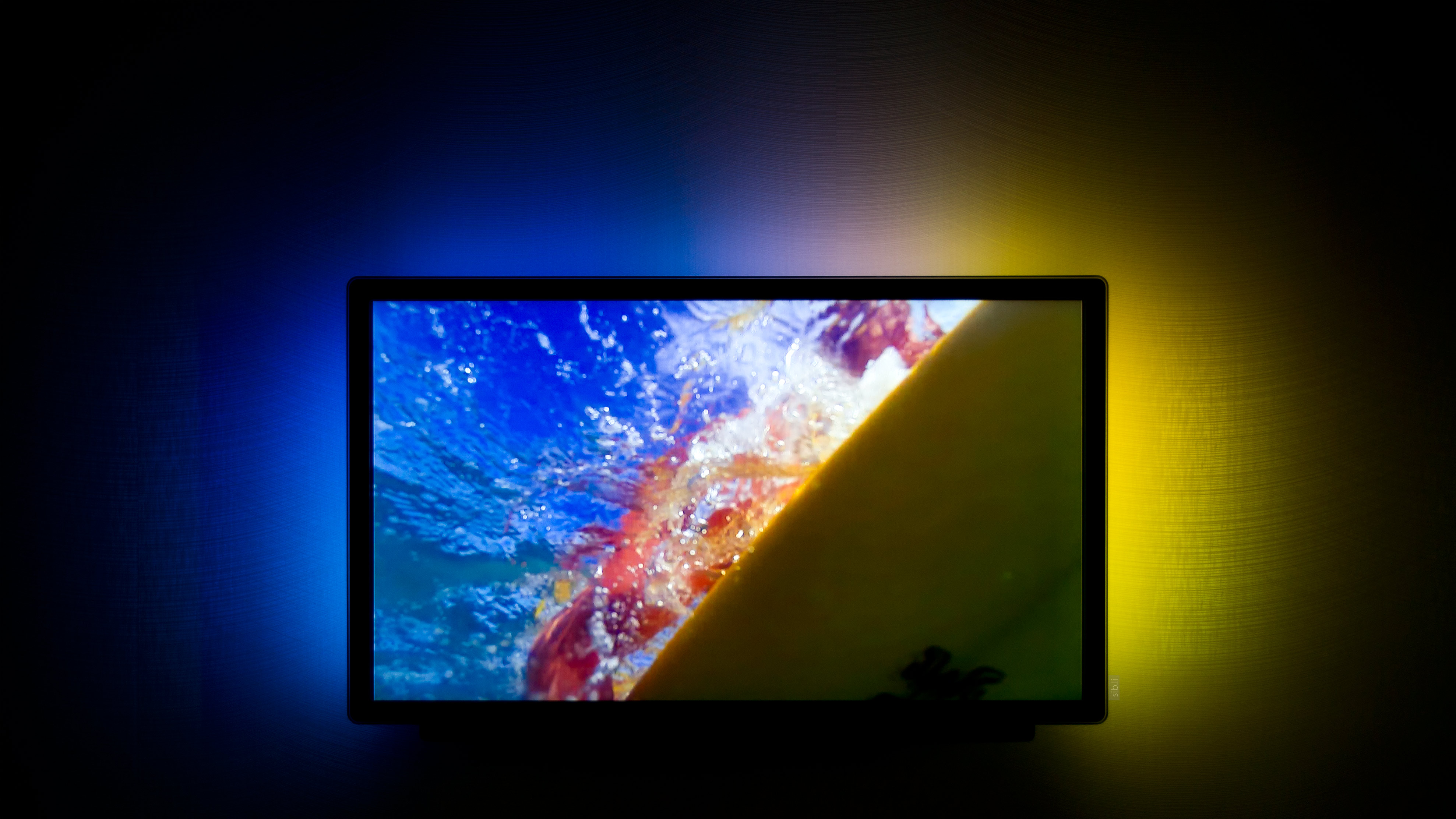

Ambilight — технологія фонового підсвічування для телевізорів, що була запатентована компанією Philips. Отримала кілька модифікацій.
Так, технології фонового двоканального (Ambilight 2), трьоканального (Ambilight Surround) і повного підсвічування (Ambilight Full Surround) створюють розсіяне світло, яке доповнює кольори і світлову інтенсивність зображення.
Ambilight Spectra — наступний крок у розвитку технології Ambilight, що дозволяє створювати «об'ємне» зображення. 126 світлодіодів формують світловий спектр, який візуально розширює зображення на периферії зору.
Ambisound — технологія, що дозволяє забезпечувати об'ємне звучання при меншій кількості динаміків, яке досягається за рахунок поєднаного ефекту векторної обробки, точного позиціонування динаміків і психоакустичного феномену.
Moving Surround Sound — технологія, що підсилює враження від прослуховування аудіо або перегляду відео за допомогою додавання «візуального» параметра: верхні динаміки з металевими головками оснащені електроприводом. Поєднання рухомих динаміків створює ефект спрямованого до слухача звуку і розширює зону звучання.

## Історія
Схилене освітлення використовувалося з перших днів телебачення у вигляді "телевізійних ламп", часто у формі тварин, які встановлювалися над телевізорами і проектували світло на стіну за телевізором. Починаючи з 2000-х років, у зміщеному освітленні часто використовуються світлодіоди, які кріпляться на задній панелі плоских дисплеїв і живляться від USB-порту. Деякі комплекти зміщеного освітлення навіть використовують веб-камеру, спрямовану на екран телевізора або монітора, щоб зчитувати кольори і відповідно змінювати підсвічування телевізора. Вони також можуть бути інтегровані в дисплей. Наприклад, деякі телевізори Philips, починаючи з 2002 року, мають інтегровану підсвітку під назвою "Ambilight". Такі підсвічування, що змінюють колір, не слід використовувати в професійному редагуванні або там, де важлива точність зображення.